# Hiro Mizuguchi
Hiro Mizuguchi (japanisch 水口 飛呂 Mizuguchi Hiro; * 14. Januar 2002 in Hokkaidō) ist ein japanischer Fußballspieler.

## Karriere
Hiro Mizuguchi erlernte das Fußballspielen in der Schulmannschaft der Riseisha High School sowie in der Universitätsmannschaft der International Pacific University. Die Saison 2023 wurde er von der Universität an den Zweitligisten Renofa Yamaguchi FC ausgeliehen. Für den Verein aus Yamaguchi bestritt er vier Zweitligaspiele. Nach der Ausleihe wurde er am 1. Februar 2024 von Renofa fest unter Vertrag genommen. Ende April 2024 wechselte er auf Leihbasis nach Suzuka zum Viertligisten Atletico Suzuka Club.